# Heliodoxa imperatrix
A Heliodoxa imperatrix  a madarak osztályának sarlósfecske-alakúak (Apodiformes) rendjébe és a kolibrifélék (Trochilidae) családjába tartozó faj.

## Rendszerezése
A fajt John Gould angol ornitológus írta le 1856-ban, az Eugenia nembe Eugenia imperatrix néven.

## Előfordulása
Az Andok-hegységben, Ecuador és Kolumbia területén honos. Természetes élőhelyei a szubtrópusi vagy trópusi síkvidéki és hegyi esőerdők, valamint másodlagos erdők. Állandó, nem vonuló faj.

## Megjelenése
A hím testhossza 15–17 centiméter, az átlagos testtömege 9,3 gramm, a tojóé 12–13,5 centiméter és 8,3 gramm.
|  |

## Életmódja
Nektárral táplálkozik.

## Természetvédelmi helyzete
Az elterjedési területe nem nagy, egyedszáma ismeretlen, de még nem éri el a kritikus szintet. A Természetvédelmi Világszövetség Vörös listáján nem fenyegetett fajként szerepel.